# Casa de Sajonia-Coburgo y Braganza

Escudo de la dinastía de Sajonia-Coburgo y Braganza.

La rama de Sajonia-Coburgo y Braganza es una de las ramas de la Casa Imperial de Brasil.

## Historia

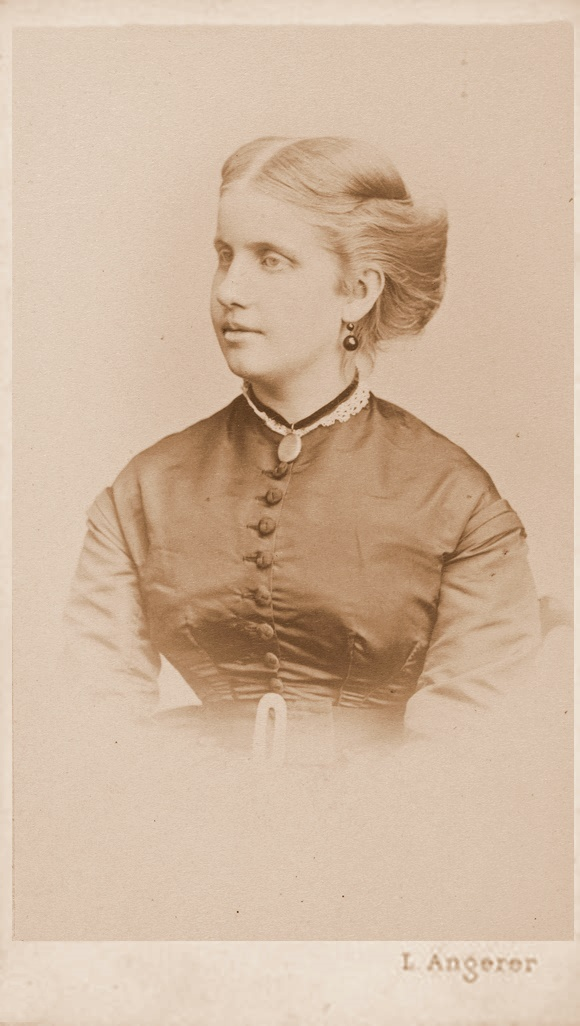
Leopoldina de Braganza

Se originó con el matrimonio de la princesa de Brasil Leopoldina de Braganza , hija del emperador Pedro II de Brasil, con el príncipe Luis Augusto de Sajonia-Coburgo-Gotha, príncipe de Sajonia-Coburgo-Gotha, celebrado el 15 de diciembre de 1864 . De esta unión cuatro hijos se han planteado, sin embargo, sólo los dos mayores, Pedro Augusto y Augusto Leopoldo se quedó con la nacionalidad brasileña. Pedro Augusto no tuvo hijos y se convirtió en jefe de la rama de los descendientes de su hermano, que ya había muerto cuando Pedro Augusto murió.

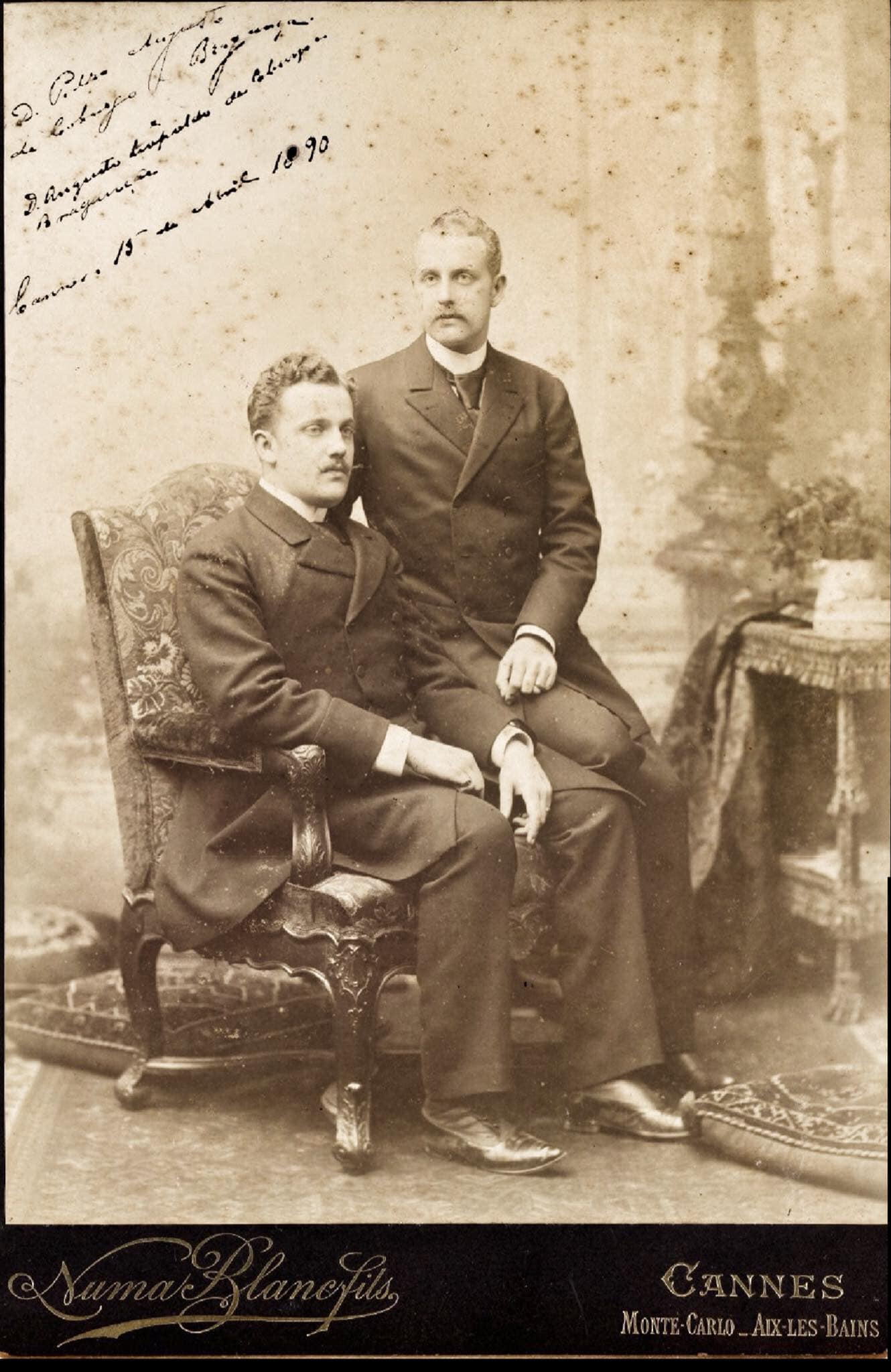
Pedro Augusto y Augusto Leopoldo de Sajonia-Coburgo y Braganza.

Augusto Leopoldo, exiliado en Viena, se casó en 1894 con Carolina de Habsburgo-Toscana, archiduquesa de Austria, nieta del gran duque Leopoldo II de Toscana. De esta unión nacieron ocho hijos, de los cuales la princesa Doña Teresa Cristina (n. 1902) fue el único que mantuvo con la nacionalidad brasileña y sus hijos, continuando así los miembros de la Casa Imperial.
Teresa Cristina se casó en Salzburgo con Lamoral Taxis, Barón de Bordogna y Valnigra, con sede en Italia y que pertenece a la familia principesca de Thurn und Taxis. El barón permitió que sus hijos sean registrados como brasileños, para que pudieran permanecer en la línea de sucesión de los brasileños Braganza. Esta pareja dejó como heredero de sus nombres y tradiciones Carlos Tasso de Sajonia-Coburgo y Braganza.

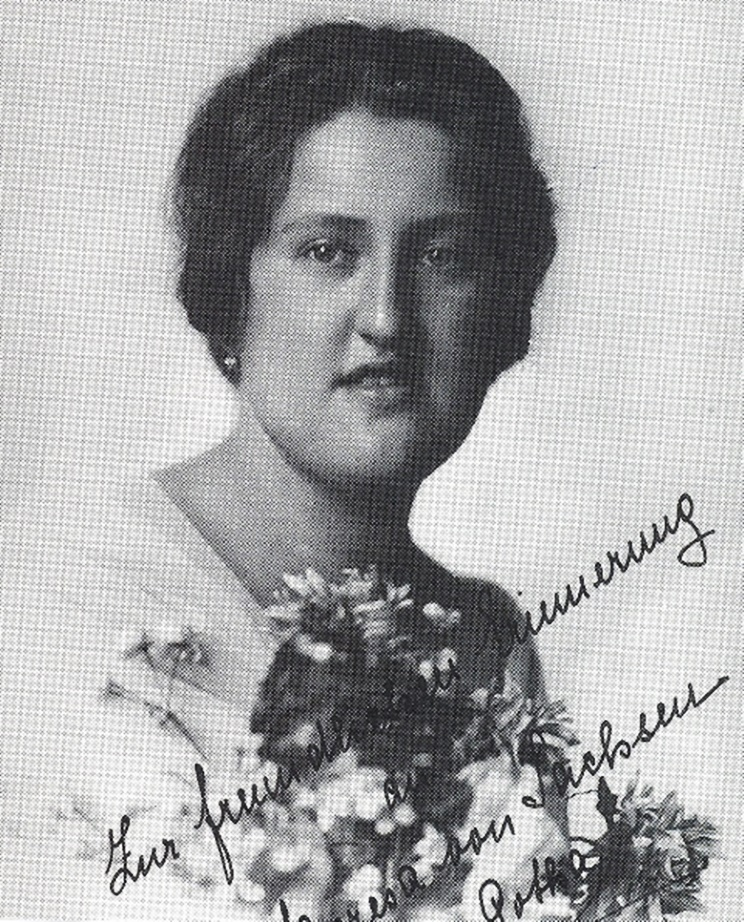
Teresa Cristina de Sajonia-Coburgo y Braganza.

## Jefes de la rama de Sajonia-Coburgo y Braganza
- Leopoldina Teresa (1864-1871)
- Pedro Augusto (1871-1934)
- Teresa Cristina (1934-1990)
- Carlos Tasso (1990-)

- Datos: Q10357346